# Phloeotragus
Phloeotragus är ett släkte av skalbaggar. Phloeotragus ingår i familjen plattnosbaggar.

## Dottertaxa tillPhloeotragus, i alfabetisk ordning[1]
- Phloeotragus affinis
- Phloeotragus albicans
- Phloeotragus annulicornis
- Phloeotragus atlas
- Phloeotragus bennigseni
- Phloeotragus brevis
- Phloeotragus cinereus
- Phloeotragus cylindripennis
- Phloeotragus gigas
- Phloeotragus heros
- Phloeotragus hottentottus
- Phloeotragus hottentotus
- Phloeotragus hylorus
- Phloeotragus imhoffi
- Phloeotragus longicollis
- Phloeotragus nebulosus
- Phloeotragus poliopras
- Phloeotragus prasinatus
- Phloeotragus prasinus
- Phloeotragus pustulatus
- Phloeotragus schonherri
- Phloeotragus similis
- Phloeotragus sparsutus
- Phloeotragus subfasciculatus
- Phloeotragus tessmanni
- Phloeotragus varicolor
- Phloeotragus viator